# Rei (baralho)
O rei é, na maioria dos jogos de baralho, a segunda carta de maior valor, perdendo apenas para o ás. Há, entretanto, muitas situações em que o rei é considerado uma carta de média força, ou mesmo fraca, a exemplo do bastante popular jogo de Truco. Os baralhos costumam representá-lo com a letra K, do inglês King (rei), seguindo um padrão de muitos países.

## História
A carta do rei é a carta da corte mais antiga e universal. Provavelmente se originou no Ganjifeh persa, onde os reis são retratados sentados em tronos e superando as cartas de vice-rei montadas em cavalos. As cartas de jogar foram transmitidas à Itália e à Espanha através dos mamelucos e dos mouros .   O baralho de cartas mameluco mais bem preservado e completo, o baralho Topkapı, não exibia figuras humanas, mas apenas listava sua classificação, provavelmente devido à proibição religiosa. Não é totalmente certo se o pacote Topkapi era representativo de todos os baralhos mamelucos, pois era um item de luxo feito sob medida e usado para exibição. Um fragmento do que pode ser uma carta de rei sentado foi recuperado no Egito, o que pode explicar por que as poses das cartas da corte na Europa se assemelham às da Pérsia e da Índia.
Os reis sentados eram geralmente comuns em toda a Europa. Durante o século XV, os espanhóis começaram a produzir reis permanentes. Os franceses usaram originalmente cartas espanholas antes de desenvolverem seus padrões de baralho regionais. Muitos projetos da corte espanhola foram simplesmente reutilizados quando os franceses inventaram seu próprio sistema de trajes por volta de 1480.  The English imported their cards from Rouen until the early 17th century when foreign card imports were banned. Os ingleses importaram seus cartões de Rouen até o início do século XVII, quando as importações de cartões estrangeiros foram proibidas.  O rei de copas às vezes é chamado de "rei suicida" porque parece estar enfiando a espada na cabeça. Isto é o resultado de séculos de más cópias por parte dos fabricantes de cartões ingleses, onde a cabeça do machado do rei desapareceu.
A partir do século XV, os fabricantes franceses atribuíram a cada uma das cartas da corte nomes retirados da história ou da mitologia.  Esta prática sobrevive apenas no padrão de Paris, que derrubou todos os seus rivais, incluindo o padrão de Rouen por volta de 1780. 

## Exemplos

Rei de Espadas: Davi, rei hebreu, cuja vida é pouco conhecida fora das narrativas bíblicas.
Rei de Copas:Carlos Magno, rei Franco, consolidou um Império com nível de centralização e prosperidade nunca alcançado por qualquer reino da Alta Idade Média na Europa.
Rei de Ouros: Júlio César, general e ditador romano assassinado em 44 a.C por membros do Senado.
Rei de Paus: Alexandre, o Grande, rei da Macedônia e líder da espetacular expansão grega pelo Oriente, notadamente pelo Império Aquemênida.

1. ↑  Tor, Gjerde. «Mamluk cards, ca. 1500». old.no
2. ↑  Wintle, Simon. Moorish playing cards at World of Playing Cards. Retrieved 25 February 2017.
3. 1 2  Dummett, Michael (1980). The Game of Tarot. London: Duckworth. pp. 10–64
4. ↑  English pattern at the International Playing-Card Society. Retrieved 25 February 2017.
5. ↑  «The Rouen Pattern». whiteknucklecards.com
6. ↑  Wintle, Simon. Suicide King at the World of Playing Cards. Retrieved 25 February 2017.
7. ↑  "The Four King Truth" at the Urban Legends Reference Pages. Retrieved 25 February 2017.
8. ↑  Mann, Sylvia (1990). All Cards on the Table. Leinfelden: Jonas Verlag. pp. 115–124
9. ↑  Pollett, Andy. France and Belgium at Andy's Playing Cards. Retrieved 25 February 2017.